# Dominika na Zimowych Igrzyskach Olimpijskich 2014
Dominika na Zimowych Igrzyskach Olimpijskich 2014 – kadra sportowców reprezentujących Dominikę na igrzyskach w 2014 roku w Soczi. Kadra liczyła 2 sportowców, małżeństwo Silvestri 47-letni Gary oraz 48-letnia Angelica. Chorążym reprezentacji był Gary di Silvestri. Zarówno dla reprezentacji jak i dla wszystkich reprezentantów był to debiut na zimowych igrzyskach olimpijskich. Reprezentacja nie zdobyła żadnego medalu. Gary był wśród zawodników, którzy nie ukończyli biegu, a Angelica jako jedyna nie wystartowała.

## Tło startu
Dominika wystawia reprezentację na letnich igrzyskach olimpijskich regularnie od 1996, jednakże zarówno pływacy jak i lekkoatleci odpadają w pierwszej rundzie zawodów. Zimowe Igrzyska Olimpijskie 2014 są debiutem tej reprezentacji w zawodach zimowych tej rangi. Reprezentanci Dominiki, małżeństwo Silvestri otrzymali obywatelstwo dopiero w 2012. Gary pochodzi ze Stanów Zjednoczonych i ma obywatelstwo Stanów Zjednoczonych, Włoch i Dominiki, natomiast Angelica z Włoch i posiada obywatelstwo Włoch i Dominiki. Gary di Silvestri jest prezesem federacji narciarskiej w tym kraju.

## Statystyki według dyscyplin
Spośród dyscyplin sportowych, które Międzynarodowy Komitet Olimpijski włączył do kalendarza igrzysk, reprezentacja Dominiki wystąpiła w jednej.
| Lp | Sport             | Mężczyźni | Kobiety | Łącznie |
| -- | ----------------- | --------- | ------- | ------- |
| 1  | Biegi narciarskie | 1         | 1       | 2       |

## Skład reprezentacji

### Biegi narciarskie

#### Mężczyźni
- Gary di Silvestri

Gary di Silverstri nie był zaliczany do faworytów biegu na 15 km mężczyzn. W zawodach FIS zaczął startować dopiero w 2013. Nigdy nie wystąpił w zawodach Pucharu Świata, a największe sukcesy odnosił w zawodach kontynentalnych, gdzie zajmował miejsca pod koniec stawki tracąc ponad 5 minut do zwycięzcy.
W zawodach rozgrywanych 8 lutego w Soczi Silvestri znalazł się wśród czterech zawodników, którzy nie ukończyli zawodów. Wygrał Szwajcar Dario Cologna przed Szwedami Johanem Olsonem i Danielem Richardssonem.
| Gary di Silvestri | 15 km mężczyzn | DNF |

#### Kobiety
- Angelica di Silvestri

Angelica di Silverstri nie była zaliczana do faworytek biegu na 10 km kobiet. W zawodach FIS wystartowała na tym dystansie tylko raz. Nigdy nie wystąpiła w zawodach Pucharu Świata. Gdyby ukończyła wyścig byłaby najstarszą kobietą, która tego dokonała na zimowych igrzyskach olimpijskich.
W zawodach rozgrywanych 8 lutego w Soczi Silvestri nie wystartowała z powodu kontuzji podczas treningu. Wygrała Polka Justyna Kowalczyk, drugie miejsce zajęła Charlotte Kalla ze Szwecji, a trzecie Therese Johaug z Norwegii.
| Angelica di Silvestri | 10 km kobiet | DNS |